# Ricardo Vélez
Ricardo Vélez (Londres, 6 de octubre de 1963) es un actor colombobritánico que ha trabajado tanto en la televisión colombiana como en la televisión extranjera.

## Biografía
Bachiller del Colegio San Carlos de Bogotá. Tras finalizar sus estudios en la Escuela Nacional de Arte Dramático, en 1988 y después de haber participado en diferentes novelas viajó a Europa donde participó en algunas producciones de la BBC de Londres y de Antena 3 de España. 
En 1996 regresó a Colombia y tuvo una constante participación en las producciones nacionales y en diferentes obras de teatro. Vivió 2 años en Argentina, Buenos Aires, con Jenniffer Calderón, 19 años menor que el actor, con la cual tiene una hija.

## Filmografía

### Televisión
| Año       | Título                                | Personaje                                   |
| --------- | ------------------------------------- | ------------------------------------------- |
| 1993      | Screen Two                            | Paolo                                       |
| 1994      | Between the Lines                     | Luis                                        |
| 1996      | Hechizo                               | Adrián Solar                                |
| 1997      | Perfume de agonía                     | Rafael                                      |
| 1997      | Hombres                               |                                             |
| 1998      | Amores como el nuestro                |                                             |
| 1998      | La elegida                            | Armando                                     |
| 1999      | Divorciada                            | Hugo                                        |
| 1999-2001 | Yo soy Betty, la fea                  | Mario Calderón                              |
| 2001-2002 | Ecomoda                               | Mario Calderón                              |
| 2001-2003 | Francisco el matemático               | Juan Francisco Reyes                        |
| 2003      | Amor a la plancha                     | Ramiro Aldana                               |
| 2004      | La viuda de la mafia                  | Octavio "El Capi" Montes                    |
| 2005-2006 | Los Reyes                             | Armando Valenzuela                          |
| 2006-2007 | Hasta que la plata nos separe         | Guillermo Soler                             |
| 2008-2009 | El último matrimonio feliz            | Patricio González                           |
| 2010      | Yo no te pido la luna                 | Alejandro Castillo                          |
| 2011      | Infiltrados                           |                                             |
| 2011-2012 | La traicionera                        | Gabriel Sanint 'El Almirante'               |
| 2012      | La Mariposa                           | Político                                    |
| 2012      | Escobar, el patrón del mal            | Manuel González (Miguel Rodríguez Orejuela) |
| 2012-2013 | ¿Dónde carajos está Umaña?            | Alex Cajiao, locutor de la emisora Tropipop |
| 2013      | Tres Caínes                           | Santamaría (Juan Manuel Santos)             |
| 2013      | 5 viudas sueltas                      | Juan                                        |
| 2014      | El laberinto de Alicia                | Francisco Borda                             |
| 2015      | ¿Quién mató a Patricia Soler?         | Joaquín Delgado                             |
| 2015      | Las santísimas                        | Juan Lizcano                                |
| 2016      | Sinú, río de pasiones                 | Botero                                      |
| 2016      | Hilos de sangre azul                  | Armando Iregui                              |
| 2016-2017 | La ley del corazón                    | Orlando Castillo                            |
| 2017      | Venganza                              | David Santana                               |
| 2018      | Garzón                                | Renato Andrade                              |
| 2018      | Sitiados                              | Bleckwedell                                 |
| 2019      | Decisiones: Unos ganan, otros pierden | Diego Arango                                |
| 2019-2022 | Enfermeras                            | Dr. Bernard Mckenzie                        |
| 2020      | Perdida                               | Ovejero                                     |
| 2020      | Operación pacifico                    | Procurador Eugenio Galarza                  |
| 2020      | Verdad oculta                         | Augusto Motta                               |
| 2024      | El colombiano de Keko                 |                                             |
| 2024-2025 | Betty, la fea: la historia continúa   | Mario Calderón                              |
| 2025      | Champeta, el ritmo de la Tierra       | Osorio                                      |

### Películas
| Año  | Tìtulo                       | Personaje         |
| ---- | ---------------------------- | ----------------- |
| 1992 | An Ungentlemanly Act         | Lt. Lugo          |
| 2011 | Saluda al diablo de mi parte | Leder             |
| 2016 | El lamento                   | Toño              |
| 2017 | Loving Pablo                 | Cirujano          |
| 2018 | Periodo de prueba            | Ricardo           |
| 2023 | El Yuppie y el Guiso         | Lorenzo Mallarino |

## Premios y nominaciones

### Premios TVyNovelas
| Año  | Categoría                            | Telenovela o Serie         | Resultado |
| ---- | ------------------------------------ | -------------------------- | --------- |
| 2016 | Mejor Actor Antagónico De Telenovela | Las santísimas             | Nominado  |
| 2015 | Mejor actor de reparto de telenovela | El laberinto de Alicia     | Nominado  |
| 2013 | Mejor Actor Antagónico de serie      | Escobar, el patrón del mal | Nominado  |
| 2004 | Mejor actor protagónico de serie     | Francisco el matemático    | Nominado  |
| 2003 | Mejor actor protagónico de serie     | Francisco el matemático    | Ganador   |

### Premios India Catalina
| Año  | Categoría                             | Telenovela o Serie         | Resultado |
| ---- | ------------------------------------- | -------------------------- | --------- |
| 2009 | Mejor Actor Protagónico De Telenovela | El último matrimonio feliz | Nominado  |